# Tanourdi

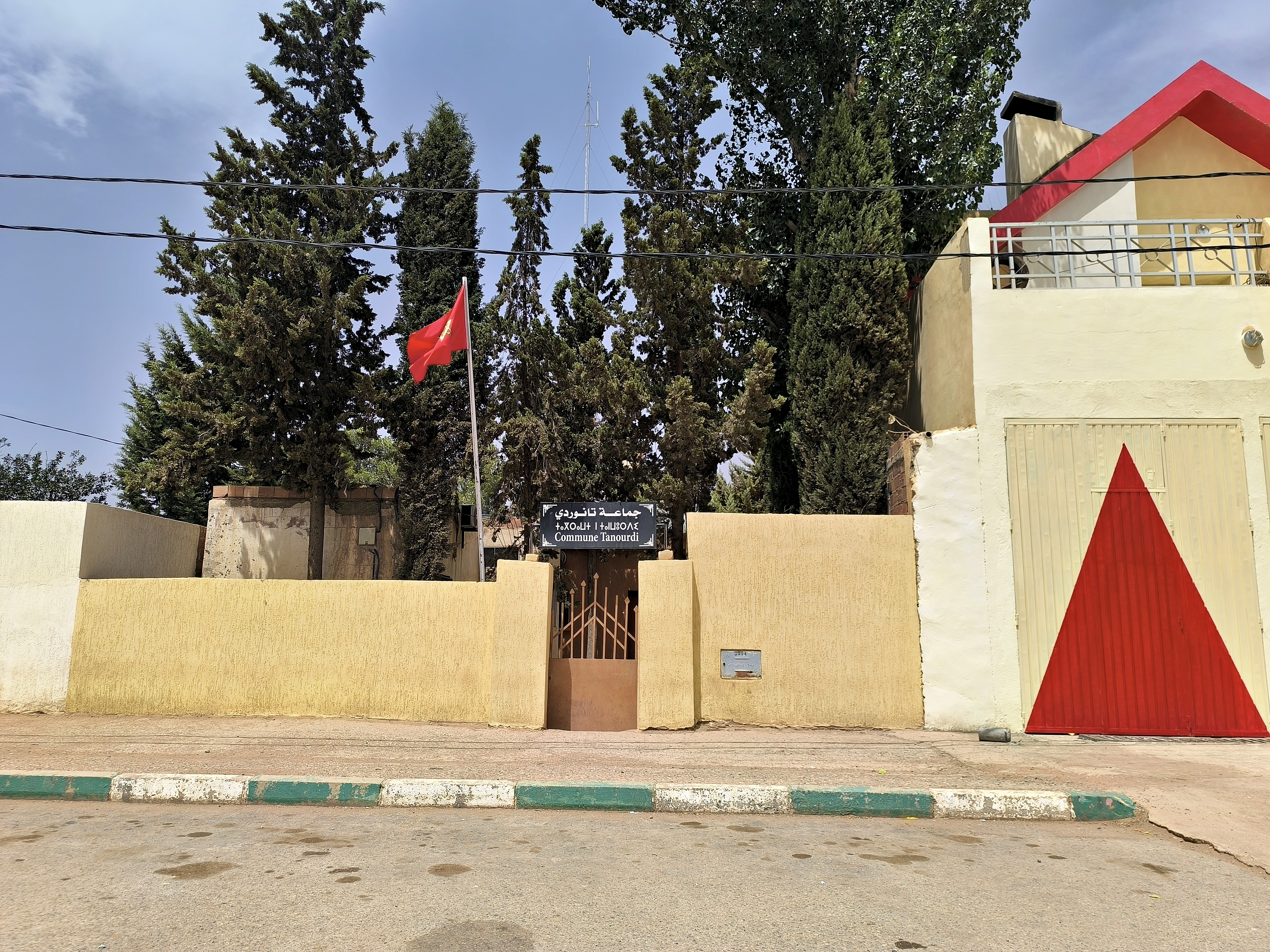
Siège de la collectivité territoriale Tanourdi

Tanourdi (en tamazight ⵜⴰⵏⵓⵔⴷⵉ, en arabe : تنوردي) est une commune rurale marocaine de la province de Midelt, dans la région de Meknès-Tafilalet. D'une superficie de 18 706 ha, la commune de 2 777 habitants est proche de la ville de Itzer et abrite le djebel Tanourdi. Elle possède un massif forestier (les forêts de Itzer et de Senoual) de 4 439 ha composé principalement de cèdres ainsi que plusieurs espèces animales dont le sanglier, lièvre, renard roux et plusieurs spécimens d'oiseaux, mais leur espace vital est en danger à cause de l'abattage de la forêt,.